# Schuppen 2

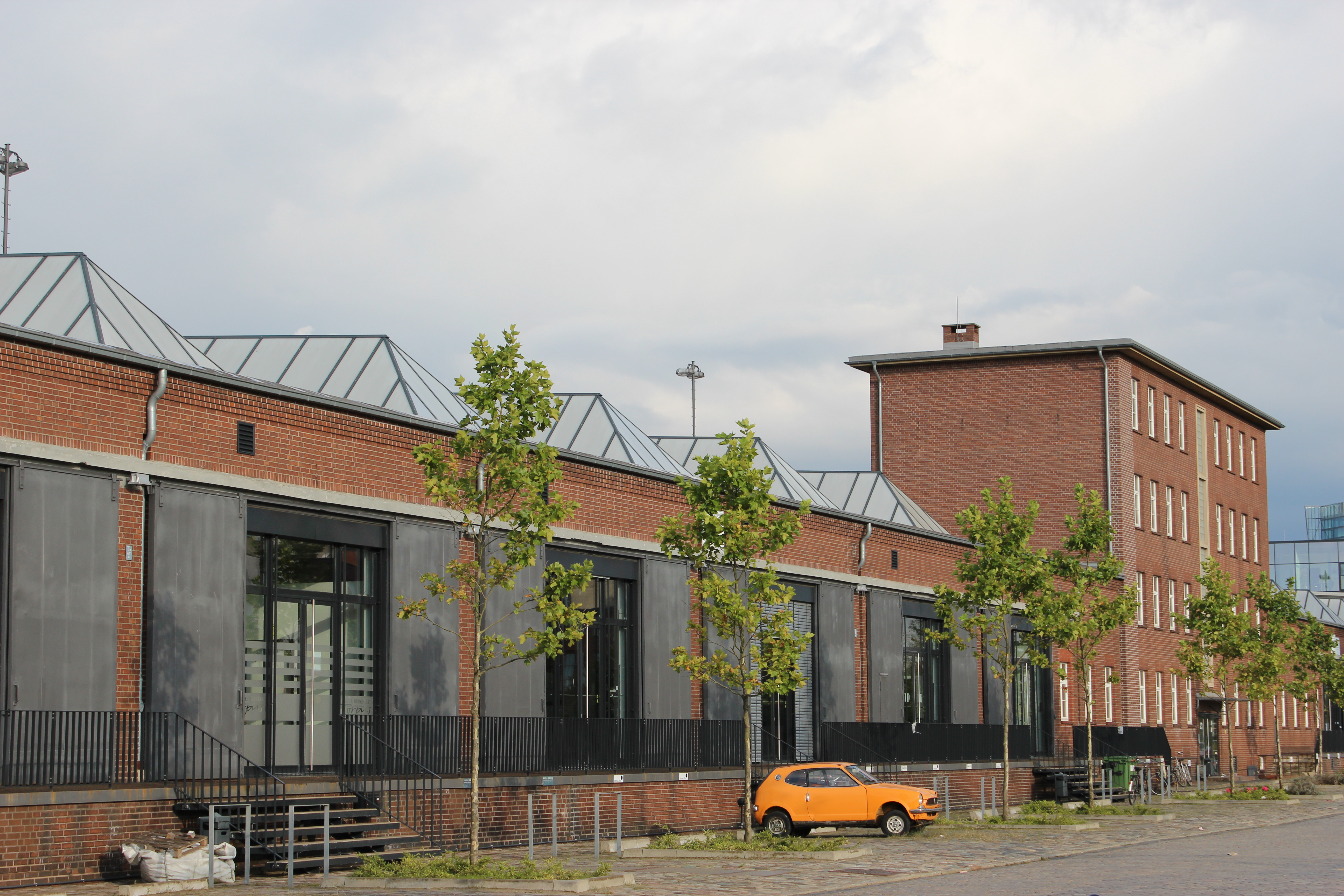
Schuppen 2

Der Schuppen 2 ist ein denkmalgeschützter Industriebau in Bremen, Stadtteil Walle, Ortsteil Überseestadt, Hoerneckestraße 5 bis 37 am Europahafen. Er entstand 1951/52 nach Plänen von Oberbaurat Jung (Hafenbauamt) während des Wiederaufbaus der Bremer Häfen.

## Geschichte

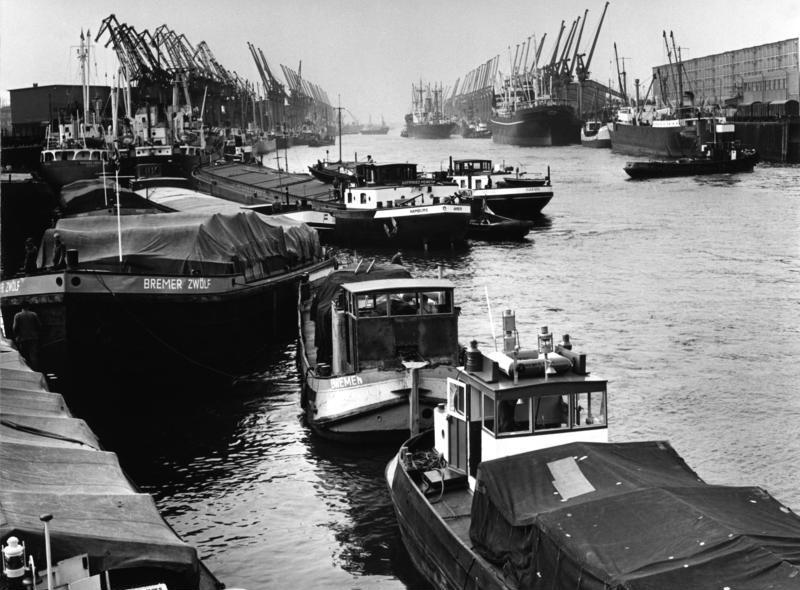
Freihafen 1960

Die Versandung der Weser erschwerte im 17. Jahrhundert den Schiffsverkehr. Um den Schiffsverkehr wieder in die Stadt zu holen, baute Bremen seit 1887 den Europahafen als Freihafen I und es fand eine Weserkorrektion statt (1887–1895). Es folgten weitere Hafenbecken, zuletzt 1906 der Überseehafen. Die Bremischen Häfen wurden im Zweiten Weltkrieg stark zerstört. Nach 1945 erfolgte ein schneller Wiederaufbau der Hafenanlagen.
Schuppen 2 ist der älteste erhaltene Schuppen im Bremer Hafengebiet und steht an der Südseite des Europahafens. In die Südwestfassade des langgestreckten Gebäudes ist etwa mittig ein viergeschossiges Bürohaus integriert, das das eingeschossige Lagerhaus weit überragt.
Auf Grund des Mangels an Baumaterial und einer kurzen Bauzeit wurden Stahlprofile abgebrochener Vorkriegsschuppen und Stahllieferung für ein anderes Bauwerk verwendet. Beim Wiederaufbau wurde auf die frühere; zweireihige Anordnung von Schuppen verzichtet. Auf weitere neue Speicher an der Südkaje des Europahafens wurde verzichtet, da die Funktionen von Schuppen und Speichern örtlich nicht eng verknüpft werden mussten, und mehr Verkehrsraum für Bahn und LKW benötigt wurde. An der Wasserseite befindet sich noch die Kranbahn der demontierten Halbportalkräne. 
Nach 1964/1968 verlagerte sich der Hafentrieb der Bremer Häfen zunehmend nach Norden, in die Neustädter Häfen und nach Bremerhaven. Bis 2007 fanden Sanierungen und Umbauten nach Plänen von Hilmes und Lamprecht sowie ASP – Atelier Schreckenberg (Freiraum) auf 6.900 m² Fläche statt für verschiedene Nutzungen u. a. als Veranstaltungszentrum sowie für Büros, Gewerbe, Geschäfte und Ausstellungen.